# سرعت باد

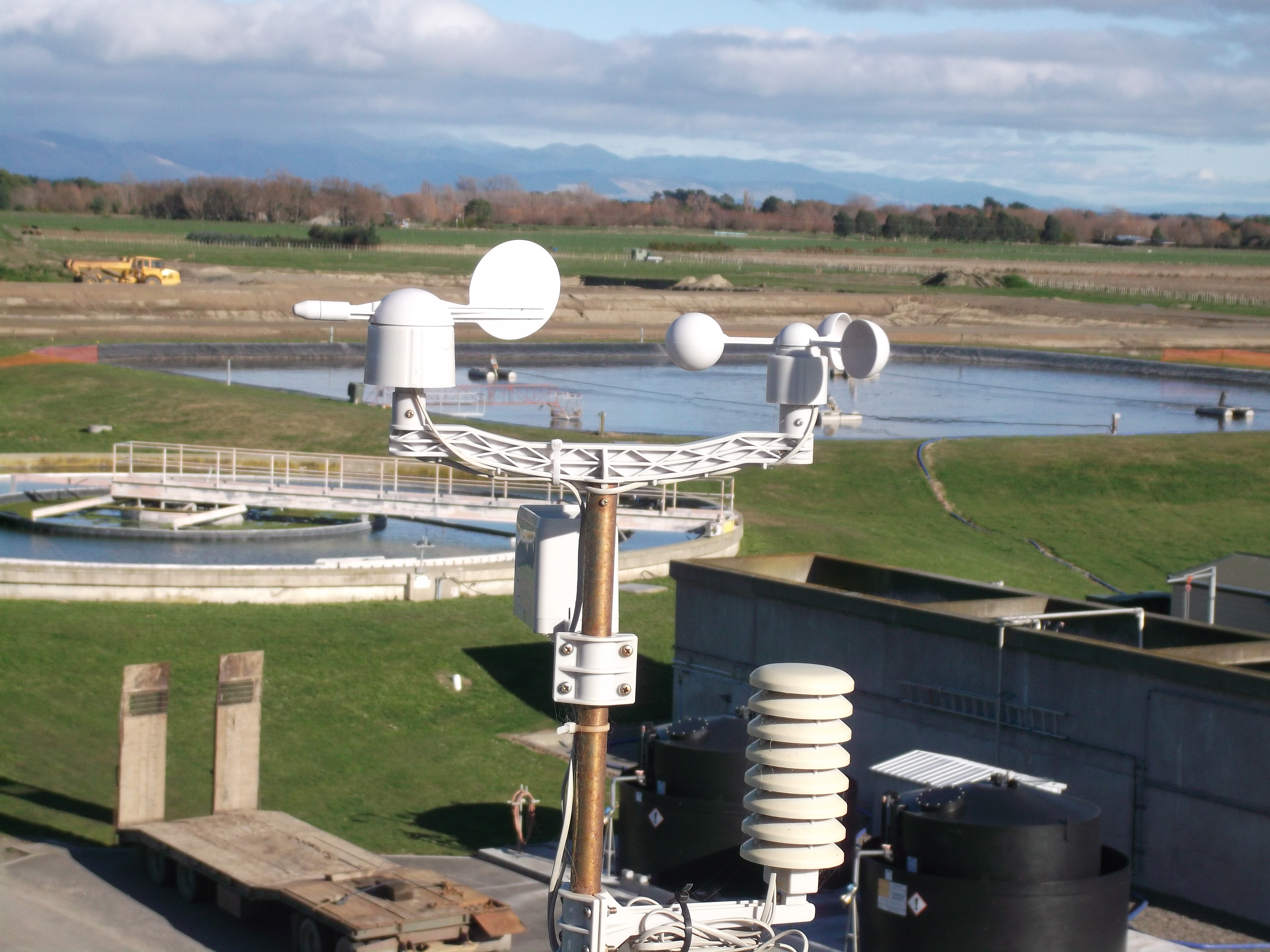
معمولاً برای اندازه‌گیری سرعت باد بادسنج به‌کار می‌رود.

سرعت باد بر روی پیش‌بینی وضع هوا، پرواز هواگردها و حرکت کشتی‌ها، پروژه‌های ساختمانی، میزان متابولیسم و رشد بسیاری از گونه‌های گیاهی و تعداد بسیاری از پدیده‌های دیگر تأثیر دارد.
سرعت باد، امروزه به وسیلهٔ بادسنج اندازه گرفته می‌شود، ولی می‌توان آن را به وسیلهٔ مقیاس بوفورت، که مقیاسی قدیمی‌تر است نیز اندازه گرفت. مقیاس بوفورت بر پایهٔ مشاهده‌های مردم از اثر باد است.